# Philippe Welsh
Pour les articles homonymes, voir Welsh.
Philippe Welsh est un chef-opérateur du son français né en 1965 à Rueil-Malmaison (Hauts-de-Seine).

## Biographie
Philippe Welsh étudie à l'École nationale supérieure Louis-Lumière, dont il sort diplômé en 1988,.

## Filmographie partielle

### Ingénieur du son
- 2002 : Fais-moi des vacances de Didier Bivel
- 2004 : Exils de Tony Gatlif
- 2010 : Liberté de Tony Gatlif
- 2011 : J'aime regarder les filles de Frédéric Louf
- 2011 : Women Are Heroes de JR
- 2012 : Indignados de Tony Gatlif
- 2013 : Heimat d'Edgar Reitz
- 2014 : Geronimo de Tony Gatlif
- 2014 : Timbuktu d'Abderrahmane Sissako
- 2015 : Les Rois du monde de Laurent Laffargue
- 2016 : Je ne suis pas un salaud d'Emmanuel Finkiel
- 2019 : Roads de Sebastian Schipper
- 2021 : Enquête sur un scandale d'État de Thierry de Peretti
- 2023 : Les Rois de la piste de Thierry Klifa

### Réalisation
- 2003 : Lettre au fils (court métrage)

## Distinctions

### Récompenses
- César 2015 : César du meilleur son pour Timbuktu